# Izabela Aragonska i Kastiljska
Izabela Aragonska i Kastiljska (španjolski: Isabel de Aragón y Castilla) ili Izabela od Trastamare i Trastamare (Isabel de Trastámara y Trastámara), rođena je u Dueñasu 2. listopada 1470., a umrla je u Zaragozi 28. kolovoza 1498. Bila je princeza od Asturije, prijestolonasljednica Kruna Aragona i Kastilije, kao i kraljica Portugala.
Bila je najstarija kći Katoličkih kraljeva. Iznenadna smrt njenog osam godina mlađeg brata Ivana 1497. je pretvorila u princezu od Asturije i prijestolonasljednicu Kastilije i Aragona.
Bila je udana za portugalskog kralja Alfonsa V., ali je on umro odmah nakon vjenčanja, pa se Izabela onda vjenčala s njegovim rođakom Manuelom, koji je naslijedio portugalsko prijestolje. S njim je imala samo jednog sina, Miguela koji je umro u starosti jedne godine. Da je poživio, bio bi prvo princ od Asturije, a potom i prijestolonasljednika kruna Aragona i Kastilije kao i Portugala. Izabela je umrla na porođaju.